# OostvaardersWold

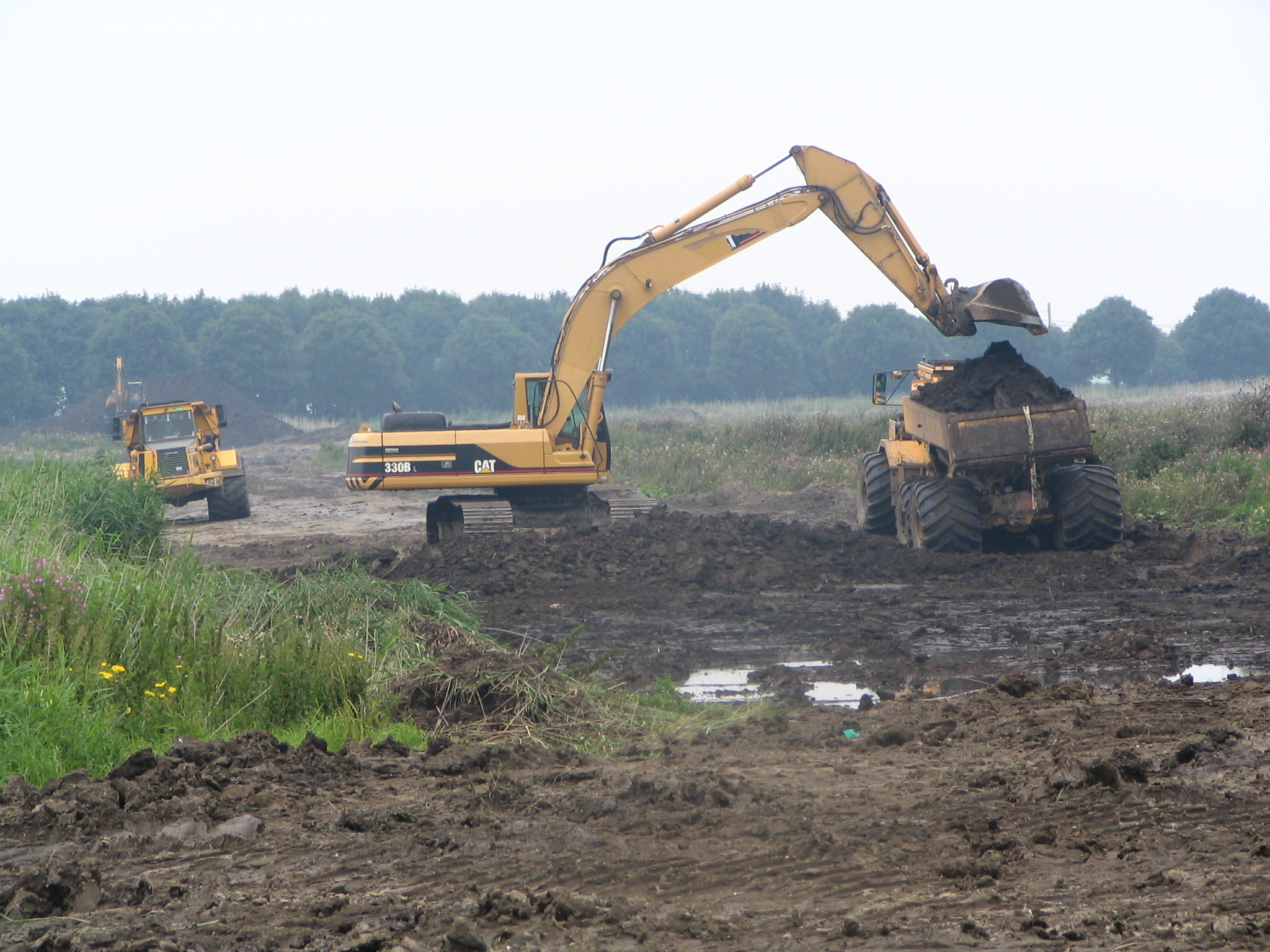
Aanleg van nieuwe natuur (Oostvaardersveld 2004)

Het OostvaardersWold was een door de provincie Flevoland geplande ecologische verbindingszone tussen het Natura 2000-gebied Oostvaardersplassen bij Almere en het Horsterwold bij Zeewolde. Het plan was gebaseerd op de Nota Ruimte, het Omgevingsplan Flevoland 2006, de provinciale Verordening groenblauwe zone en de provinciale Structuurvisie OostvaardersWold. Met het plan wilde de provincie een aaneengesloten natuurgebied realiseren. De overige doelstellingen van het plan betroffen onder meer waterberging, recreatie en economie. In totaal moest ongeveer 1.800 hectare landbouwgebied worden omgevormd tot natuur, waardoor in totaal een aaneengesloten natuurgebied van 15.000 hectare zou ontstaan, dat via het Veluwemeer weer aansluit op de Veluwe.
Deze ecologische verbindingszone was sinds 2009 in ontwikkeling. De aanleg had in 2011 moeten beginnen en had in 2014 gereed moeten zijn, maar de verwerving van de benodigde gronden stuitte op moeilijkheden. Voor deze uitstekende landbouwgrond is binnen Nederland nauwelijks een alternatief te vinden en niet alle boeren waren bereid het te verkopen: ze konden nergens een nieuw bedrijf opstarten met dezelfde winstgevendheid als in Flevoland. Van de 37 boeren die weg moesten heeft inmiddels de helft de grond verkocht. Een deel is inmiddels elders een nieuw bedrijf begonnen. Andere boeren wilden wel verkopen, maar waren daartoe nog niet overgegaan. 
Het Ministerie van Economische Zaken, Landbouw en Innovatie zou oorspronkelijk € 240 miljoen bijdragen aan de totale kosten van het project (begroot op ongeveer € 400 miljoen). Overeenkomstig het beleid van het Kabinet heeft staatssecretaris  Bleker echter op 20 oktober 2010 schriftelijk aan de provincie meegedeeld dat deze bijdrage niet wordt toegekend. In november 2011 leek het dat Staatsbosbeheer, het Wereldnatuurfonds en de stichting Flevo-landschap genoeg andere investeerders hadden gevonden. Echter, door veertien boeren en particulieren is samen met de Land- en Tuinbouworganisatie (LTO) tegen het plan beroep aangetekend tot en met de Raad van State. Op 7 maart 2012 heeft die hen in het gelijk gesteld, omdat de provincie niet aannemelijk zou hebben gemaakt dat de realisatie van de plannen 'uit de eigen middelen kan worden betaald of dat andere (markt)partijen de realisering van het plan in zoverre op zich willen nemen'. Vervolgens verwierp de bestuursrechter van de rechtbank Zwolle-Lelystad op 22 maart 2012 het beroep van de provincie tegen het besluit om de Rijksbijdrage niet toe te kennen.
De gerechtelijke uitspraken van Raad van State en bestuursrechter waren voor Provinciale Staten van Flevoland reden om een onderzoek in te stellen naar de procesgang bij het project Oostvaarderswold. Het kritische rapport verscheen op 21 september 2012 en leidde op 3 oktober 2012 tot het aftreden van het viertal gedeputeerden. In 2013 zette de provincie een streep door het plan. In maart 2018 heeft het WNF opnieuw laten weten dat ze geïnteresseerd zijn om de Oostvaarderswold weer op de kaart te krijgen. Zelf zouden ze er ook weer aan mee willen betalen. Het WNF ziet het als enige goede oplossing voor de problemen in de Oostvaardersplassen en ziet daarbij ook kansen voor de wolf bij de aanleg. De verbinding vergroot namelijk niet alleen de ruimte voor de dieren en geeft mogelijkheden aan grote grazers om te migreren, het kan ook de biodiversiteit vergroten en nieuwe “sleutel soorten” aantrekken en ruimte geven om te vestigen. Deze soorten zoals bijvoorbeeld de wolf kunnen zo hun onmisbare ecologische rollen gaan bekleden in de Nederlandse natuur, wat de huidige ecologische problemen in de Veluwe en Oostvaardersplassen kan oplossen. Het pleidooi heeft echter niet mogen baten: eind maart 2018 liet de provincie weten de plannen voor  de verbindingszone niet reëel te vinden.

## Biobrandstofbos of A6-strook
De naam Oostvaarderwold wordt ook wel gebruikt voor een kleiner, reeds bestaand natuurgebied van 293,5 hectare tussen de Oostvaardersplassen (begrensd door de Lage Vaart), het Oostvaardersveld (voorheen Praambosgebied), het Kottersbos en de Rijksweg A6 (daarom ook al de "A6-strook" genoemd). 'Het bos wordt ook wel het Biobrandstofbos genoemd, omdat de aangeplante wilgen bestemd zijn voor de Flevocentrale om te dienen als biobrandstof. Daarnaast is er vooral loofhout aangeplant, zoals es, esdoorn en populier'.